# Rhyno (wrestler)
Terrance Gerin (ur. 7 października 1975 w Detroit w Michigan) – amerykański wrestler i polityk, obecnie występujący w federacji WWE w brandzie RAW pod pseudonimem ringowym Rhyno (w przeszłości innych federacjach jako Rhino).
Rhyno występował wcześniej dla WWE od 2001 do 2005, po czym powrócił do rozwojowej federacji NXT w 2015. Pracował również dla Extreme Championship Wrestling (ECW) od 1999 do 2001, Total Nonstop Action Wrestling (TNA) od 2005 do 2010 i w 2014, a także dla Ring of Honor (ROH) od 2011 do 2013.
Rhyno jest dwukrotnym światowym mistrzem, gdzie zdobył po jednym razie ECW World Heavyweight Championship i NWA World Heavyweight Championship. Był ostatnim posiadaczem ECW World Heavyweight Championship do czasu zamknięcia oryginalnego ECW w 2001. Posiadał również raz WCW United States Champion, dwa razy ECW World Television Championship, trzy razy WWF Hardcore Championship, a także był pierwszym posiadaczem WWE SmackDown Tag Team Championship z Heathem Slaterem.

## Kariera profesjonalnego wrestlera

### Wczesna kariera (1994–1997)
Gerin trenował jako wrestler w szkole Can-Am Wrestling School ulokowanej w Windsor w Ontario, gdzie jego trenerem był Scott D’Amore, z którym współpracował w przyszłości w Total Nonstop Action Wrestling. Zadebiutował w 1994 w federacji niezależnej z Detroit pod pseudonimem Terry Richards. Gerin cztery razy pojawił się w World Championship Wrestling jako jobber. Przegrał z „Hacksaw” Jimem Dugganem na odcinku WCW Saturday Night z 5 sierpnia. The Renegade pokonał go 9 września na edycji programu WCW Pro. Richard i Johnny Swinger przegrali The Nasty Boys tydzień później. Ostatni raz przegrał z Road Warrior Hawkiem 24 września 1995 na odcinku WCW WorldWide. Gerin pojawił się 6 listopada 1995 na odcinku tygodniówki Monday Night Raw federacji World Wrestling Federation, gdzie przegrał z Henrym O. Godwinnem. Gerin zaadaptował pseudonim Rhino Richards i zaczął występować w Kanadzie, gdzie był częścią grupy „THUG Life” wraz z Joem Legendem, Zakkiem Wyldem, Christianem Cage’em, Bloodym Billem Skullionem, Brettem Kimballem i Sextonem Hardcastlem.

### Catch Wrestling Association (1997–1998)
W 1997, Gerin przeprowadził się do Hanower w Niemczech, gdzie zaczął występować dla Catch Wrestling Association (CWA) pod pseudonimem ringowym „Rhino Richards”. 10 października 1998 wraz z XL Legendem zdobyli zwakowane CWA World Tag Team Championship, pokonując Rico de Cubę oraz Augusta Smisla. Tytuły zostały zawieszone tego samego miesiąca, kiedy to Gerin opuścił promocję i podpisał kontrakt z Extreme Championship Wrestling (ECW).

### Extreme Championship Wrestling (1999–2001)
Gerin zadebiutował w ECW w 1999 jako Rhino. Dołączył do współpracy ze Steve’em Corino i Jakiem Victory. Rhino i Corino wyzwali Tommy’ego Dreamera i Ravena do walki o ECW World Tag Team Championship na gali Anarchy Rulz, lecz zostali pokonani. Pod koniec 1999 zaczął rywalizację z The Sandmanem, zaś na gali November to Remember wraz z The Impact Players pokonali Dreamera, Ravena i Sandmana.
12 marca 2000 przegrał z Super Crazym w finale turnieju o ECW World Television Championship mająego miejsce na gali Living Dangerously. Mimo tego zdobył tytuł 22 kwietnia pokonując Yoshihiro Tajiriego na gali CyberSlam. Tytuł stracił 26 sierpnia na rzecz Kida Kasha, jednakże odzyskał do niego tytuł 9 września.
Przez resztę 2000 kontynuował rywalizację z Sandmanem. Pokonał go broniąc tytułu na galach Hardcore Heaven i Heatwave. W walce na Hardcore Heaven wykonał żonie i valet Sandmana, Lori, ruch Rhino Driver. Na gali Heatwave zaatakował parę przed swoją walką, po czym wsadził głowę Lori do muszli klozetowej. Rhino zdobył ECW World Heavyweight Championship na gali Guilty as Charged z 7 stycznia, pokonując Sandmana w tzw. squash matchu (jednostronnej krótkiej walce) po tym, jak Sandman pokonał Steve’a Corino o tytuł w tables, ladders, chairs and canes matchu. Tytuł obronił dwa razy – 12 stycznia pokonując Sandmana oraz 13 stycznia pokonując Spike’a Dudleya. Były to dwie ostatnie gale wyprodukowane przez ECW, wskutek czego Rhino był ostatnim posiadaczem ECW World Heavyweight Championship i ECW World Television Championship, a następnie ECW zbankrutowało w kwietniu.

### World Wrestling Federation/Entertainment

#### The Alliance (2001)
Po zamknięciu ECW, Gerin podpisał kontrakt z World Wrestling Federation (WWF). Zadebiutował 19 marca 2001 na odcinku Raw is War pod zmienionym pseudonimem Rhyno w roli antagonisty. Podjął się współpracy z Edgem i Christianem. Pomógł im wygrać z The Hardy Boyz i The Dudley Boyz o WWF Tag Team Championship w Tables, Ladders and Chairs matchu na WrestleManii X-Seven. 17 kwietnia na odcinku tygodniówki SmackDown pokonał Kane’a i zdobył od niego WWF Hardcore Championship. Na gali Backlash pokonał Ravena i obronił tytuł. Na gali Judgment Day z maja, Rhyno, Edge, Christian i Kurt Angle utworzyli grupę Team RECK, gdzie wszyscy członkowie dotarli do półfinałów turnieju King of the Ring. Rhyno został pokonany przez ostatecznego zwycięzcę, Edge’a. W czerwcu i lipcu zdołał zdobyć trzy razy tytuł Hardcore Championship.
9 lipca na odcinku Raw, Rhyno przyłączył się do grupy dawnych wrestlerów ECW będących w rywalizacji z wrestlerami WWF. Przewodził nimi były właściciel ECW Paul Heyman. Tej samej nocy połączyli siły z wrestlerami WCW, wskutek czego utworzono frakcję The Alliance. Na gali Invasion wziął udział w walce wieczoru będącej zespołową walką pięć-na-pięć: drużyna WCW i ECW (Booker T, Diamon Dallas Page, Rhyno i Dudley Boyz) pokonali drużynę WWF (Stone Colda Steve’a Austina, Kurta Angle, Chrisa Jericho, The Undertakera i Kane’a). Po gali rozpoczął rywalizację z Jericho, gdzie Rhyno towarzyszyła (scenariuszowa) właścicielka ECW Stephanie McMahon. Na odcinku SmackDown! z 9 sierpnia, Rhyno wykonał ruch Gore na Jericho przez scenę i ekrany gali, zaś na gali SummerSlam przegrał z Jericho. Na gali Unforgiven z 23 września pokonał Tajiriego i zdobył tytuł WCW United States Championship. Był w posiadaniu tytułu przez miesiąc, gdyż 22 października na odcinku Raw stracił go na rzecz Kurta Angle’a. W rezultacie został „zawieszony” przez The Alliance trzy dni później. Wykonano ten zabieg w telewizji, gdyż Rhyno zmagal się z kontuzją wymagającą operacji wykonanej 12 listopada.

#### Różne rywalizacje (2003–2005)
Rhyno powrócił do programów WWE 27 lutego 2003 na odcinku SmackDown!, gdzie podjął się współpracy z Chrisem Benoit i stał się protagonistą. Rhyno i Benoit nie zdołali zdobyć tytułów WWE Tag Team Championship od Team Angle na WrestleManii XIX. Na gali Judgment Day wraz ze Spankym i Benoit przegrali z Johnem Ceną i The Full Blooded Italians (Chuckiem Palumbo i Johnnym Stambolim). Na gali Vengeance ponownie stał się heelem po tym jak zaatakował Benoit i uniemożliwił mu wygraną z Eddiem Guerrero o WWE United States Championship. Na gali SummerSlam zawalczył w fatal four-way matchu o tytuł, lecz nie zdołał go zdobyć. Na gali Royal Rumble dołączył do Royal Rumble matchu jako szósty uczestnik, lecz został wyeliminowany przez Benoit. W marcu 2004 podczas draftu został przeniesiony do brandu Raw. Tej samej nocy przegrał z Benoit o World Heavyweight Championship. W lipcu stał się face’em i uformował tag-team na krótki czas z Tajirim. Duo kilka razy zawalczyło o tytuły World Tag Team Championship w 2004. W styczniu 2005 na odcinku Raw, Rhyno przegrał kwalifikującą walkę do Royal Rumble matchu z Edgem.
Rhyno został zwolniony z WWE 9 kwietnia 2005 wraz z jego przyjacielem Mattem Hardym. Pojawił się w czerwcu podczas gali ECW One Night Stand wyprodukowanej przez WWE, gdzie przegrał z Sabu.

### Total Nonstop Action Wrestling

#### NWA World Heavyweight Champion (2005–2006)

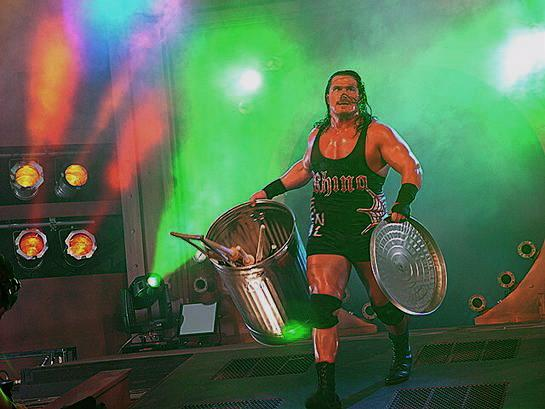
Rhino w 2005

17 lipca 2005, Gerin zadebiutował w promocji Total Nonstop Action Wrestling (TNA) pod pseudonimem Rhino, którego używał wcześniej w ECW. Zadebiutował atakując posiadacza NWA World Heavyweight Championship Ravena przy pomocy ruchu Gore po jego walce z Abyssem na gali No Surrender. Grał rolę antagonisty i dołączył do ugrupowania Planet Jarrett. Wydarzenia te doprowadziły do walki Rhino i Jeffa Jarretta z Ravenem i powracającym Sabu na gali Sacrifice z 14 sierpnia. Podczas walki powrócił Jeff Hardy, który zaatakował Jarretta i jednocześnie pozwolił Rhino przypiąć Ravena, wskutek czego to Rhino, a nie Jarrett, stał się pretendentem do tytułu NWA. Rhino zawalczył z Ravenem na gali Unbreakable, lecz pomimo interwencji ze strony Jarretta, Raven obronił tytuł.
Rhino zawalczył z Hardym w walce wieczoru pierwszego odcinka tygodniówki Impact! z 1 października, lecz pojedynek zakończył się bez rezultatu po interwencji Abyssa i Sabu. Na gali Bound for Glory, Rhino pokonał Abyssa, Sabu i Hardy’ego w Monster’s Ball matchu. Tej samej nocy wygrał 10-osobowy Gauntlet match wyłaniający przeciwnika Jarretta o NWA World Heavyweight Championship, gdyż oryginalny rywal Kevin Nash odniósł kontuzję. Pojedynek z Jarrettem odbył się chwilę potem, gdzie Rhino pokonał mistrza i zdobył tytuł NWA. Rhino stracił tytuł na rzecz Jarretta podczas odcinka Impact! z 3 listopada. Kolejny rewanż o tytuł odbył się na gali Turning Point, gdzie Rhino przegrał po ataku gitarą na głowę i interwencji ze strony grupy Team Canada.

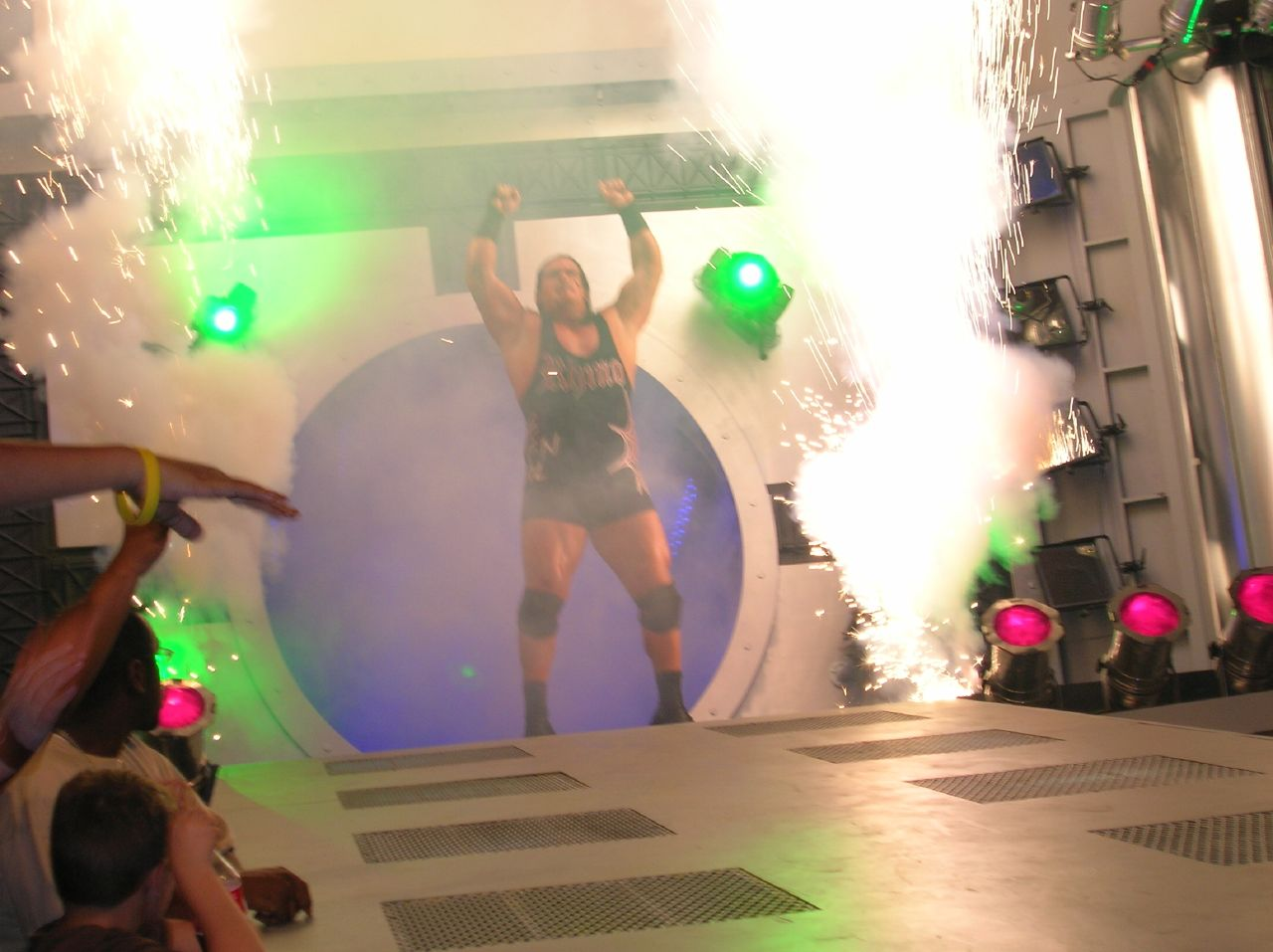
Rhino podczas wejścia do ringu w 2006

Rhino rozpoczął rywalizację z Abyssem, który przerwał dotychczasową z Team Canada. Doprowadziło to do ich walki na gali Against All Odds, gdzie Rhino wykonał Abyssowi Gore z wysokości 4,5 metra na cztery stoły. W kwietniu Rhino stał się członkiem grupy „Warriors”, w skład której należeli również AJ Styles, Ron Killings oraz ich lider Sting – ich przeciwnikami była grupa „Army” prowadzona przez Jarretta. Dwie frakcje zmierzyły się w Lethal Lockdown matchu na gali Lockdown, gdzie zwyciężyła drużyna Stinga. W związku z przywróceniem federacji ECW przez WWE jako ich kolejny brand, 11 lipca Rhino spalił „prawdziwy” pas ECW World Heavyweight Championship, lecz później się okazało, że była to replika, a prawdziwe nieaktywne mistrzostwo trzyma w domu. Na gali Hard Justice zmierzył się z Montym Brownem i Samoa Joe, gdzie z pojedynku wyszedł zwycięsko Joe po przypięciu Browna. Rhino przegrał z Christianem Cage’em na gali Bound for Glory w Eight Mile Street Fight, a także 16 listopada na odcinku Impact! w six-sides of steel barbed wire matchu.

#### Różne rywalizacje i współprace (2006–2010)
Pod koniec 2006, Rhino rozpoczął program z AJ Stylesem, gdzie Rhino próbował pomóc Stylesowi w jego rywalizacji z Christopherem Danielsem, lecz Styles odmówił i oficjalnie stał się w fabule antagonistą. Rhino przegrał ze Stylesem na gali Turning Point po tym, jak Styles udawał kontuzję kolana. Miesiąc później na Final Resolution, Rhino pokonał Stylesa w Last Man Standing matchu, zaś w ich trzeciej walce z gali Against All Odds wygrał Styles. Styles wyzwał dowolnego wrestlera z TNA do walki na gali Destination X, gdzie jego rywalem i zwycięzcą walki ponownie okazał się Rhino. 22 marca, Rhino został wybrany trzecim członkiem drużyny Kurta Angle na galę Lockdown, w skład której jeszcze należeli Samoa Joe, Jeff Jarrett i Sting; Team Angle pokonało Christian's Coalition w Lethal Lockdown matchu.

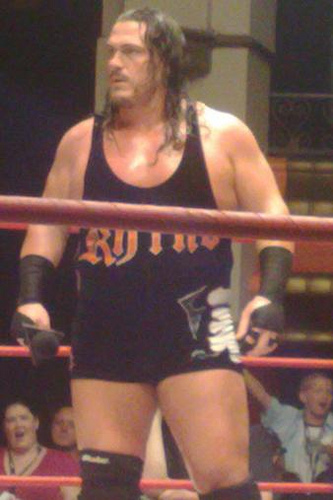
Rhino na gali TNA w 2007

21 czerwca na odcinku Impact!, James Storm i Robert Roode pokonali Rhino i Ericka Younga, gdzie po walce Storm rozlał piwo na twarzy Rhino. Dwa tygodnie później przyznał, że był w przeszłości alkoholikiem, co było ostatecznie motywem jego rywalizacji ze Stormem. Storm pokonał Rhino na gali Victory Road po uderzeniu go szklaną butelką piwa. Rhino ponownie przegrał ze Stormem w Bar Room Brawlu na gali Hard Justice, jednakże zdołał go pokonać na gali No Surrender. Wziął udział w Monster’s Ball matchu na gali Bound for Glory pomiędzy nim, Ravenem, Abyssem i Black Reignem, gdzie zwycięzcą był Abyss. Z powodu scenariuszowej kontuzji i powrotu walki z alkoholizmem, Rhino nie zawalczył na gali Turning Point i powrócił w lutym 2008 na gali Against All Odds, gdzie spowodował przegraną Storma z Erikiem Youngiem o World Drinking Championship. 9 marca na gali Destination X, Rhino zakończył rywalizację pokonując Storma w „Elevation X matchu”.
W następnym tygodniu, Christian Cage poszukiwał partnera do walki z AJ Stylesem i Tysonem Tomko, lecz Rhino odmówił współpracy ze względu na przeszłe rywalizacje (od tego czasu Cage stał się face’em). Tomko, Styles i Team 3D zaatakowało Cage’a, który tydzień później na odcinku Impact! ostatecznie przekonał Rhino do współpracy. Na gali Lockdown w Lethal Lockdown matchu, Rhino przypiął Storma i dał zwycięstwo drużynie Cage’a. Rhino i Cage wzięli udział w turnieju wyłaniającym nowych posiadaczy TNA World Tag Team Championship na gali Sacrifice, lecz przegrali w drugiej rundzie z Team 3D. Ostatecznie duo pokonało Team 3D na gali Hard Justice.

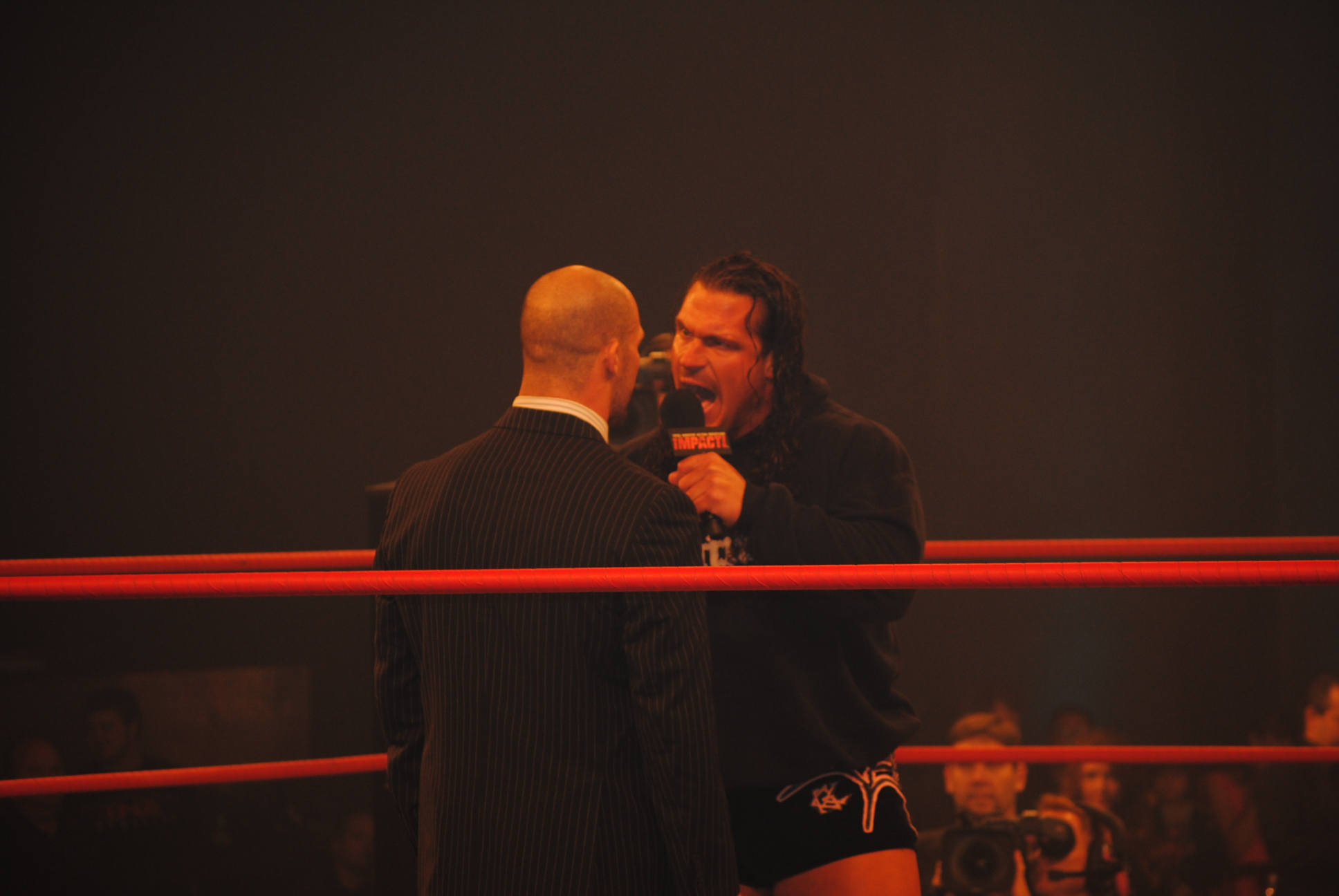
Rhino podczas jego rywalizacji z grupą The Main Event Mafia, na zdjęciu z Kurtem Angle

Rhino i Christian postanowili zakończyć w zgodzie współpracę, gdzie Rhino wraz z posiadaczką TNA World Women’s Championship Taylor Wilde rozpoczął rywalizację z grupą The Beautiful People i Cute Kipem. Na gali Bound for Glory IV, Rhino, ODB i Rhaka Khan pokonali The Beautiful People i Cute Kipa w „Bimbo Brawl matchu”. 20 listopada na odcinku Impact!, Rhino zaatakował grupę The Main Event Mafia, po czym tydzień później podjął współpracy z A.J. Stylesem i Samoa Joe wspólnie tworząc grupę The TNA Frontline. Rhino poszukiwał nowych członków grupy i zdołał przekonać byłych rywali Team 3D do współpracy. Na gali Genesis, Rhino przegrał ze Stingiem o TNA World Heavyweight Championship.
Po gali Lockdown, Rhino wziął udział w scenariuszu, w którym trenował byłego żołnierza Jessego Neala jako wrestlera. Podczas odcinka Impact! z 13 sierpnia 2009 odbyła się walka tag-teamowa, w której Neal popełniał kilka błędów żółtodzioba i ostatecznie przegrali walkę. Tuż po niej sfrustrowany Rhino zaatakował go i stał się heelem. Rhino zmierzył się na gali No Surrender z debiutującym Bobbym Lashleyem, lecz przegrał pojedynek. Nie zdołał go również pokonać 15 października na odcinku Impact! w stretcher matchu. Siedem dni później zaczął oskarżać TNA o faworyzowanie młodszych gwiazd zamiast doświadczonych ringowych weteranów, gdzie ostatecznie 5 listopada Team 3D ponownie stało się heelami i dołączyło do Rhino. Na gali Turning Point, Rhino wraz z Team 3D pokonali Matta Morgana, Hernandeza i D’Angelo Dinero. 19 listopada na odcinku Impact!, Jesse Neal również stał się antagonistą i przyłączył się do Rhino i Team 3D, zaś dla równowagi do Morgana, Hernandeza i Dinero dołączono Suicide’a. Druga drużyna pokonała Neala, Team 3D i Rhino w ośmioosobowym eliminacyjnym tag-team matchu na gali Final Resolution. Pod debiucie Hulka Hogana i Erica Bischoffa na początku 2010 oficjalnie zakończono rywalizację Rhino i Team 3D.

#### EV 2.0 i zwolnienie (2010)
Po czteromiesięcznej absencji w telewizji, Rhino powrócił 1 lipca na odcinku Impact!, gdzie przyłączył się z byłymi gwiazdami ECW Tommym Dreamerem, Ravenem i Steviem Richardsem, wskutek czego stał się face’em. Dwa tygodnie później na Impact! wymieniona czwórka oraz wiele kolejnych byłych gwiazd ECW zawarło sojusz, dzięki czemu prezydent TNA Dixie Carter zgodziła się na zorganizowanie gali pay-per-view pod tytułem Hardcore Justice: The Last Stand o tematyce hardcore wrestlingu. Na gali, Rhino pokonał Al Snowa i Brothera Runta w trzyosobowej walce. Dobę później, grupa ECW (znana już wtedy jako EV 2.0) została zaatakowana przez AJ Stylesa, Kazariana, Roberta Roode’a, Jamesa Storma, Douglasa Williamsa i Matta Morgana, który reprezentowali frakcję Fortune prowadzoną przez Rica Flaira. Z powodu ataku Abyssa na Roba Van Dama, ten musiał zawiesić swój TNA World Heavyweight Championship, co było motywem zemsty dla EV 2.0. Na gali No Surrender, Abyss pokonał Rhino w Falls Count Anywhere matchu. Na gali Bound for Glory odbył się Lethal Lockdown match, w którym Rhino, Dreamer, Raven, Richards i Sabu pokonali Stylesa, Kazariana, Morgana, Roode’a i Storma. Krótko po gali kontrakt Rhino z federacją się skończył, jednak podpisywał umowy na poszczególne występy. Na gali Turning Point, EV 2.0 ponownie zawalczyło z Fortune w 10-osobowym tag-team matchu, lecz z dodatkowym warunkiem, że każdy członek EV 2.0 postawi swoją karierę TNA na szali; ostatecznie Sabu został zwolniony z federacji. Dzień później na odcinku Impact!, Rhino ujawnił się jako zdrajca grupy EV 2.0, który po cichu kontaktował się z Erikiem Bischoffem i chciał dołączyć do grupy Immortal. Ostatecznie Rhino spowodował przegraną Roba Van Dama z Kazarianem, a także uderzył Dreamera krzesełkiem, przez co po raz kolejny został antagonistą. 18 listopada na odcinku Impact!, Bischoff przedłużył kontrakt z Rhino, jednakże ze względu na przyszłotygodniową porażkę z Dreamerem w Street Fight i przegraną z Van Damem na gali Final Resolution, Bischoff nie podpisał z Rhino długoterminowego kontraktu z federacją.

#### Powrót do TNA (2014–2015)
20 czerwca 2014, Rhino powrócił do TNA podczas nagrań Impact Wrestling, gdzie zaatakował Bully’ego Raya na polecenie Ethana Cartera III. Na odcinku z 17 lipca, Rhino i Carter pokonali Tommy’ego Dreamera i Bully’ego Raya, zaś tydzień później wraz z Rockstar Spudem pokonali Dreamera, Raya i Devona w 6-osobowym New York City Street Fight. 20 sierpnia, EC3 obwinił Rhino za przypadkowy atak na Dixie Carter przez stół, po czym go brutalnie zaatakował i ostatecznie Rhino raz jeszcze stał się protagonistą w scenariuszu. 28 sierpnia przegrał z EC3, jednakże zdołał pokonać Rockstar Spuda tydzień później oraz na odcinku z 11 września. Rhino ostatni raz pojawił się w TNA 18 września na tygodniówce Impact Wrestling, gdzie przegrał z EC3 w NYC Street Fight. 13 lutego 2015 jego profil na stronie TNA został przeniesiony do sekcji byłych pracowników.

### Juggalo Championship Wrestling (2004, 2005, 2011–2012)
Gerin zadebiutował w Juggalo Championship Wrestling (JCW) podczas muzycznego festiwalu Gathering of the Juggalos, gdzie pokonał Abyssa. Podczas przyszłorocznej edycji wziął udział w wydarzeniu „JCW vs. TNA: Three Day War”. W 2011 powrócił do promocji ratując JCW Heavyweight Championa Corporal Robinsona od ataku ze strony Breyera Wellingtona i Butlera Jeevesa. Na pierwszej internetowej gali pay-per-view o tytule „Hatchet Attacks”, Gerin wraz z The Weedmanem, 2 Tuff Tonym i Jailbird Manem pokonali Baby Bitch Boya, The Bumpin’ Uglies i Bulla Paina. Na gali „Up in Smoke 2012” uratował Tony’ego od ataku ze strony Sabu i Roba Conwaya He and Tony were then scheduled for a tag team match against the two at St. Andrew’s Brawl.

### Federacje niezależne (od 2011)
Po jego odejściu z TNA w 2010, Rhino występował w wielu federacjach niezależnych w Stanach Zjednoczonych i Kanadzie. W maju 2011 wziął udział w Invasion Tour produkowanym przez federację New Japan Pro-Wrestling (NJPW) i zorganizowanej w Stanach. W walce wieczoru pierwszej nocy z 13 maja, Rhino i Charlie Haas pokonali IWGP Heavyweight Championa Hiroshi Tanahashiego i Togiego Makabe. Następnego dnia ponownie odniósł zwycięstwo z Daveyem Richardsem i Homicidem pokonując Kazuchikę Okadę, Makabe i Ryusuke Taguchiego. W trzecim i ostatnim dniu wyprawy NJPW został pokonany przez Makabe w walce wieczoru.
Zawalczył dla Resistance Pro Wrestling 17 lutego 2012, lecz został pokonany przez RPW Heavyweight Championa Harry’ego Smitha. Rhino postawił na szali swój ECW World Heavyweight Championship w rewanżu ze Smithem, gdzie walka ostatecznie zakończyła się bez zwycięzcy. W ich trzeciej walce z 11 maja, Smith pokonał Rhino w walce, którą sędziował Raven.
1 września został pokonany przez Billa Colliera o PWR Heavyweight Championship. 4 października zawalczył z FWE Heavyweight Championem Tommym Dreamerem na pierwszej gali PPV promocji Family Wrestling Entertainment, Back 2 Brooklyn, lecz poniósł porażkę. 2 dni później pokonał Samiego Callihana na pierwszej gali federacji House of Hardcore.
30 maja 2014 zdobył UCW (Universal Championship Wrestling) Heavyweight Championship. 17 listopada dotarł do finału turnieju koronującego pierwszego Extreme Rising World Championa, lecz przegrał ze Steviem Richardsem. 6 czerwca 2014 na gali House of Hardcore IV wraz z Abyssem przegrał z Dreamerem i Devonem. 18 lipca 2015 podczas dziewiątej edycji House of Hardcore przegrał z Austinem Ariesem.

### Ring of Honor (2011–2013)
13 czerwca 2011, Rhino został ujawniony ochroniarzem grupy The Embassy, który chronił ich przez Homicidem. W jego debiutanckiej walce na gali Best in the World, Homicide pokonał Rhino w Street Fight. Na gali Death Before Dishonor IX z 17 września, Rhino i członek Embassy Tommaso Ciampa pokonali Homicide’a i Jaya Lethala w tag-team matchu. Pod koniec 2011 został usunięty z aktywnego rosteru na stronie RoH, jednakże powrócił w kwietniu 2012 jako członek frakcji House of Truth i został pokonany przez Eddiego Edwardsa na gali Border Wars z 12 maja. Na gali Death Before Dishonor X: State of Emergency z września przegrał z Kevinem Steenem o ROH World Championship. Na gali z okazji 11-lecia istnienia federacji, Rhino zaatakował Lethala po jego walce ze Steenem i sprzymierzył się z grupą S.C.U.M. Ugrupowanie przegrało z Team RoH na odcinku tygodniówki Ring of Honor Wrestling z 23 czerwca 2013, po czym Gerin opuścił federację.

### Powrót do WWE

#### NXT i wystąpienia w głównym rosterze (2015–2016)

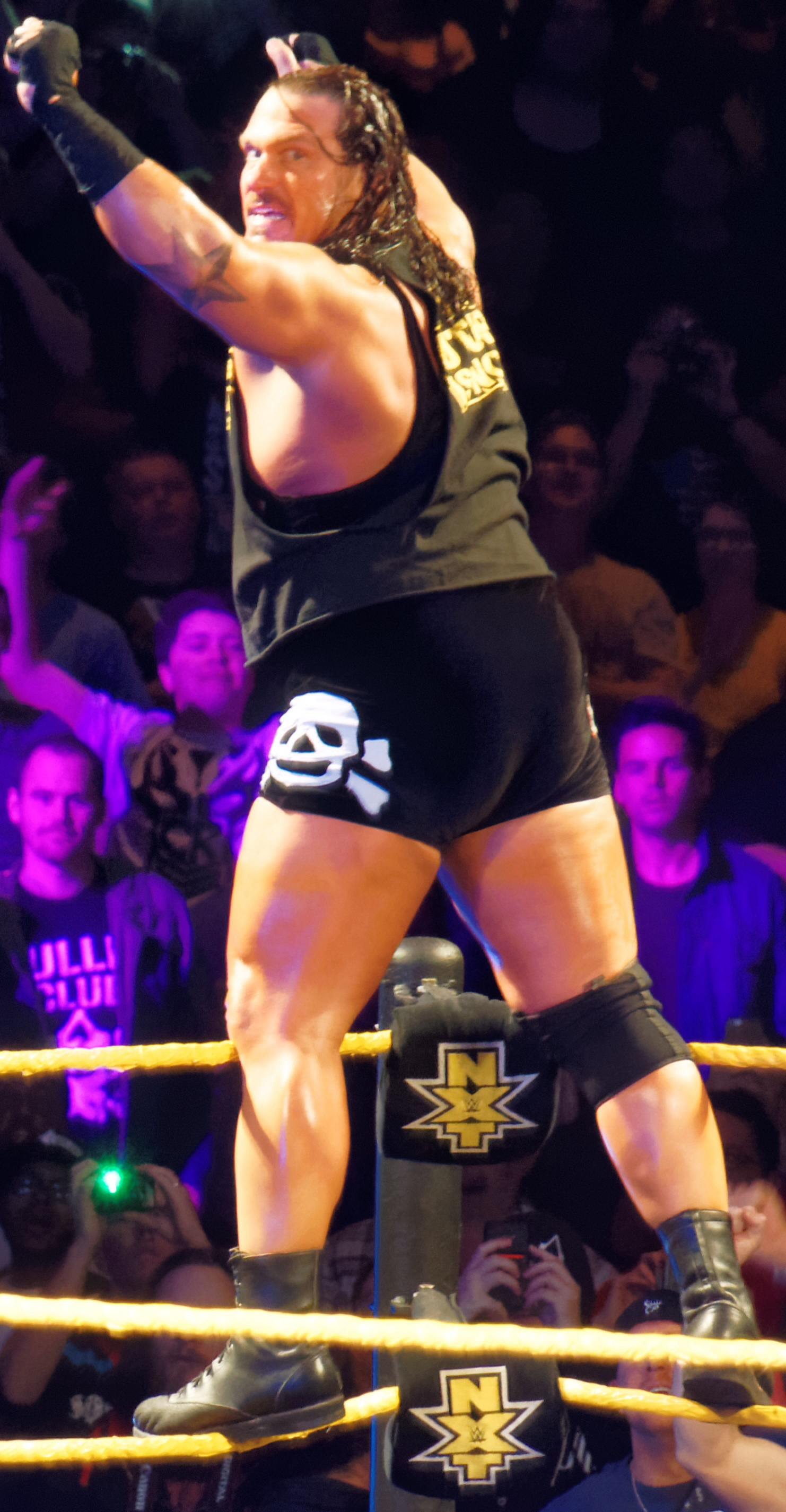
Rhyno w marcu 2015.

Rhyno powrócił (bez ówczesnej zapowiedzi) do WWE 18 lutego 2015 na nagraniach odcinków NXT, gdzie pokonał Eliasa Samsona. Po kilku tygodniach pokonywania innych oponentów, Rhyno ogłosił, że wrócił by zdobyć NXT Championship. Pierwszy raz przegrał 15 kwietnia z Samim Zaynem. Na gali NXT TakeOver: Unstoppable przegrał z Baronem Corbinem. 3 czerwca na odcinku NXT przegrał z Finnem Bálorem, któremu później wykonał ruch Gore na scenie areny, wskutek czego stał się antagonistą. 1 lipca na NXT wraz z Kevinem Owensem przegrali z Bálorem i Samoa Joe.
We wrześniu, Rhyno i Baron Corbin utworzyli tag-team na rzecz turnieju Dusty Rhodes Tag Team Classic, gdzie pokonali The Ascension w pierwszej rundzie, a także Johnny’ego Gargano i Tommaso Ciampę w ćwierćfinale. Na gali NXT TakeOver: Respect wygrali z Jasonem Jordanem i Chadem Gable, jednakże w finale pokonali ich Bálor i Samoa Joe. 14 października na odcinku NXT, Rhyno wziął udział w Battle Royalu wyłaniającym pretendenta do NXT Championship, lecz został wyeliminowany przez Corbina; tydzień później przegrał walkę z Corbinem.
Rhyno powrócił do NXT 6 lipca 2016 podczas walki The Hype Bros i Blake’a i Murphy’ego. Na odcinku NXT z 20 lipca przegrał z NXT Championem Samoa Joe.
7 grudnia 2015 na odcinku tygodniówki Raw, Rhyno pojawił się jako protagonista, gdzie dołączył do The Dudley Boyz i Tommy’ego Dreamera jako nieoficjalna reinkarnacja grupy ECW Originals, który rywalizowali z The Wyatt Family. Na tym samym odcinku przegrali w 16-man elimination fatal 4-way tag team matchu, gdzie zostali wyeliminowani przez grupę The League of Nations. Na gali TLC: Tables, Ladders & Chairs przegrali z Wyatt Family w 8-man elimination tag team tables matchu, a także w 8-man Extreme Rules matchu następnej nocy na Raw.

#### SmackDown i współpraca z Heathem Slaterem (od 2016)

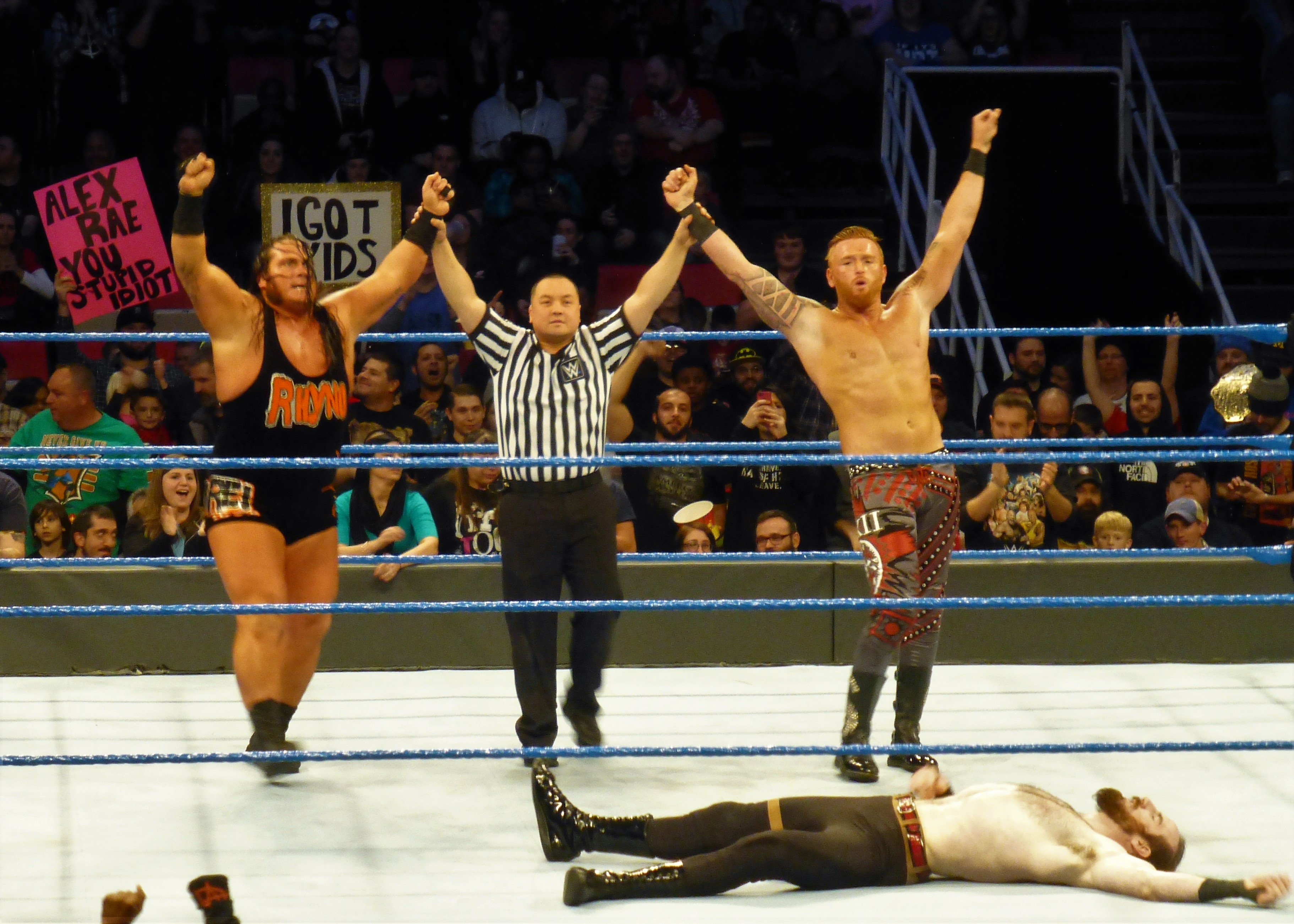
Rhyno (po lewej) i Heath Slater (po prawej)

26 lipca na odcinku SmackDown, Rhyno powrócił do głównego rosteru i zaatakował „wolnego agenta” Heatha Slatera, wskutek czego dołączył do brandu SmackDown. Dwa tygodnie później zawalczyli ze sobą w pojedynku, w którym jeśli by wygrał Slater, to zostałby również przyłączony do brandu SmackDown, jednakże pojedynek wygrał Rhyno. 23 sierpnia, Slater podjął współpracy z Rhyno w sprawie nadchodzącego turnieju o WWE SmackDown Tag Team Championship. Duo pokonało The Headbangers w pierwszej rundzie, The Hype Bros w półfinale, a także The Usos w finale na gali Backlash stając się pierwszymi posiadaczami tytułów. Dzięki rezultatowi, Slater stał się członkiem SmackDown. Na gali No Mercy obronili tytuły w rewanżu z The Usos. Rhyno i Slater byli członkami tag-teamowej drużyny SmackDown na gali Survivor Series, lecz przegrali z drużyną Raw. Na gali TLC: Tables, Ladders & Chairs stracili tytuły na rzecz The Wyatt Family (Braya Wyatta i Randy’ego Ortona), zaś dwa dni później na SmackDown przegrali z nimi rewanż.

## Inne media
Gerin zadebiutował jako aktor filmowy w horrorze Death from Above, w którym wystąpił z Kurtem Angle’em.

## Polityka
Gerin ogłosił 4 marca 2016, że będzie się ubiegał o dołączenie do Izby Reprezentantów stanu Michigan. W wielu wywiadach potwierdzał, że startuje jako republikanin i ma wsparcie ze strony właściciela WWE, Vince’a McMahona, którego żona Linda McMahon dwukrotnie nie dołączyła do senatu państwa. 2 sierpnia 2016, Gerin został wybrany reprezentantem republikanów i w listopadzie zmierzył się z reprezentantem demokratów Abdullahem Hammoundem, z którym przegrał zyskując dwukrotnie mniejszą ilość głosów.

## Życie prywatne
Gerin jest bliskim przyjacielem Edge’a i Christiana. Po nagraniach tygodniówki SmackDown z 16 września 2011, Rhyno powrócił na jedną noc do WWE by celebrować karierę Edge’a. Pojawił się również podczas wprowadzenia Edge’a do WWE Hall of Fame w 2012.

## Styl walki
- Finishery
  - Gore[1] (Spear)[116]
  - Rhino Driver[117] / Rhino Spike[2] (Spike piledriver[118], czasami wykonywany ze środkowej liny[119] lub krawędzi ringu)[120] – ECW/TNA
- Inne ruchy
  - Belly-to-belly suplex[2][121][122]
  - Death Valley driver[2]
  - Fireman’s carry cutter[2][123][124]
  - Powerbomb[2][125]
  - Scoop powerslam[2][126]
  - Spinning spinebuster[2][126][127]
- Menedżerowie
  - Steve Corino
  - Jack Victory
  - Cyrus
  - Stephanie McMahon-Helmsley
  - Truth Martini
- Przydomki
  - „The Rookie Monster”[128]
  - „The Big F’n Deal”[128]
  - „The Man Beast”[128]
  - „Dr. Kill”[129]
  - „The War/Gore Machine”[128]
- Entrance themes
  - „For Whom the Bell Tolls” ~ Metallica[130] (CWA)
  - „Body Count’s In The House” ~ Body Count[130] (ECW; 1998)
  - „Debonaire” ~ Dope[130] (ECW/federacje niezależne; 1999–2001, 2011–2015)
  - „Tusk” ~ Jim Johnston[131] (WWF/E/NXT; 2001–2004, od 18 lutego 2015)
  - „Stampede” ~ Dale Oliver[132] (TNA; 17 lipca 2005 – 2 października 2010; 2014)
  - „More Than One Man” ~ Jim Johnston (od 30 sierpnia 2016; używane przy współpracy z Heathem Slaterem)

## Mistrzostwa i osiągnięcia
- Border City Wrestling
  - BCW Can-Am Television Championship (1 raz)[133]
- Canadian Wrestling’s Elite
  - CWE Tag Team Championship (1 raz) – z AJ Sanchezem[134]
- Catch Wrestling Association
  - CWA World Tag Team Championship (2 razy)[6][135] – z Joe Legendem (1) i Jean-Pierre Lafitte (1)
- DDT Pro-Wrestling
  - Ironman Heavymetalweight Championship (1 raz)[136]
- European Wrestling Promotion
  - EWP World Heavyweight Championship (1 raz)[137]
- Extreme Championship Wrestling
  - ECW World Heavyweight Championship (1 raz)[11]
  - ECW World Television Championship (2 razy)[8][9]
- Full Global Alliance Wrestling
  - FGA Heavyweight Championship (1 raz)
- International Wrestling Cartel
  - IWC World Heavyweight Championship (1 raz)[138]
- Jersey All Pro Wrestling
  - JAPW Heavyweight Championship (1 raz)[139]
- Lancaster Championship Wrestling
  - LCW Heavyweight Championship (1 raz)[140]
- Metro Pro Wrestling
  - MPW Heavyweight Championship (1 raz)
- NWA Mid-South
  - NWA Mid-South Unified Heavyweight Championship (1 raz)[141]
- Prime Time Wrestling
  - PTW Heavyweight Championship (1 raz)[142]
- Pro Wrestling Illustrated
  - PWI umieściło go na 10. miejscu w top 500 wrestlerów rankingu PWI 500 w 2001[143]
- Pure Wrestling Association
  - Carrot Cup (2015) – z Tommym Dreamerem[144]
- Rockstar Pro
  - Rockstar Pro Championship (1 raz)[145]
- Total Nonstop Action Wrestling
  - NWA World Heavyweight Championship (1 raz)[25]
  - Gauntlet for the Gold (2005 – Heavyweight)[146]
  - TNA Turkey Bowl (2008)[2]
- Universal Championship Wrestling
  - UCW Heavyweight Championship (1 raz)[147]
- Universyl Wrestling Enterprises
  - UWE Heavyweight Championship (1 raz)[148]
- USA Xtreme Wrestling
  - UXW Heavyweight Championship (1 raz)[149]
- World Series Wrestling
  - WSW Heavyweight Championship (1 raz)[150]
- World Wrestling Federation/WWE
  - WWF Hardcore Championship (3 razy)[15]
  - WCW United States Championship (1 raz)[17]
  - WWE SmackDown Tag Team Championship (1 raz) – z Heathem Slaterem
  - WWE SmackDown Tag Team Championship Tournament (2016) – z Heathem Slaterem
- Xtreme Intense Championship Wrestling
  - XICW Midwest Heavyweight Championship (3 razy)[151]
- Xtreme Wrestling Alliance
  - XWA Heavyweight Championship (1 raz)